# 小惧螳属
小惧螳属（学名：Deiphobella）为谷螳科的一个属。

## 下属物种
本属包括以下物种：
- Deiphobella gardneri Werner, 1931
- Deiphobella laticeps Wood-Mason, 1876